# Vignole Borbera
Vignole Borbera là một đô thị ở tỉnh Alessandria trong vùng Piedmont của Italia, có vị trí cách khoảng 100 km về phía đông nam của Torino và khoảng 30 km về phía đông nam của Alessandria. Tại thời điểm ngày 31 tháng 12 năm 2004, đô thị này có dân số 2.154 người và diện tích là 8,5 km².
Đô thị Vignole Borbera có các frazioni (các đơn vị cấp dưới, chủ yếu là các làng) Variano Inferiore, Variano Superiore and Precipiano.
Vignole Borbera giáp các đô thị: Arquata Scrivia, Borghetto di Borbera, Grondona, Serravalle Scrivia, và Stazzano.